# Jus civile
Jus civile romanorum, o Direito civil romano, era o primitivo Direito Romano. Era um direito rígido, inflexível, solene e exclusivo dos cidadãos romanos, onde se misturava a religião e o jurídico.
Era constituído pelas regras próprias de cada cidade, incluindo os éditos dos magistrados.
Embora o jus civile fosse suficiente para disciplinar a vida de uma pequena comunidade de agricultores e pastores, acabou por mostrar-se inadequado para resolver pendências surgidas entre estrangeiros e cidadãos romanos, dando lugar ao jus honorarium.